# Hamadryas nomia
Hamadryas nomia är en fjärilsart som beskrevs av Hans Fruhstorfer 1916. Hamadryas nomia ingår i släktet Hamadryas och familjen praktfjärilar. Inga underarter finns listade i Catalogue of Life.